# Mythimna amblycasis
Mythimna amblycasis es una polilla de la familia Noctuidae. Es endémica de Kauai, Oahu, Molokai, Maui, Lanai y Hawái.
Las larvas se alimentan de diversos pastos, tusoc y de caña de azúcar. Las orugas se convierten en pupas alrededor de un mes desde la eclosión de los huevos. La oruga en su estadio final es de aproximadamente 38 mm. Por lo general es de color crema pálido con motas de color marrón.
La pupación tiene lugar en una celda de tierra un poco por debajo de la superficie de la tierra, o debajo de piedras o basura. La pupa es de unos 19 mm de largo y 5 mm de espesor. La polilla adulta emerge de la pupa en alrededor de dos semanas.
Los adultos se han reportado alimentándose de las flores de especies de Metrosideros.